# زیردریایی یو-۲۹۸
زیردریایی یو-۲۹۸ (به انگلیسی: German submarine U-298) یک زیردریایی بود که طول آن ۶۷٫۱۰ متر (۲۲۰ فوت ۲ اینچ) بود. این زیردریایی در سال ۱۹۴۳ ساخته شد.